# Perilissus coloradensis
Perilissus coloradensis là một loài tò vò trong họ Ichneumonidae.